# دی-بیت
دی-بیت (انگلیسی: D-beat) یک زیرسبک از موسیقی هاردکور پانک است که در اوایل دههٔ ۱۹۸۰ میلادی در بریتانیا شکل گرفت. این سبک از گروه دیسچارج (Discharge) الهام گرفته شده و نامش را از ضرب‌آهنگ درام خاص این گروه گرفته است. دی-بیت به خاطر صدای خشن، کوبنده و گاهی اوقات آشفته‌اش شناخته می‌شود که با گیتارهای دیستورشن سنگین، باس پرقدرت و خواننده‌ای که معمولاً فریاد می‌زند یا به صورت خشن آواز می‌خواند، همراه است.
در ایران نیز گروه‌های دی-بیت وجود دارند که به فعالیت می‌پردازند. اگرچه این سبک در ایران به اندازهٔ سبک‌های دیگر موسیقی زیرزمینی شناخته شده نیست، اما طرفداران خاص خود را دارد.

## ویژگی‌های دی-بیت
- ضرب‌آهنگ درام: الگوی درام دی-بیت بسیار متمایز است و با ضربات سریع و سنگین بر روی طبل‌های بیس و سنج مشخص می‌شود. این ضرب‌آهنگ معمولاً ساده و تکراری است و به ایجاد حس فوریت و انرژی در موسیقی کمک می‌کند.
- گیتار دیستورشن: گیتارها در دی-بیت معمولاً صدای دیستورشن زیادی دارند و ریف‌های ساده و تکراری را می‌نوازند. این صدا به ایجاد فضای خشن و پرانرژی موسیقی کمک می‌کند.
- آواز خشن: خوانندگان دی-بیت معمولاً با صدای بلند و خشن آواز می‌خوانند یا فریاد می‌زنند. متن ترانه‌ها اغلب مضامین سیاسی، اجتماعی یا پوچ‌گرایانه دارند.
- ساختار سادهٔ آهنگ: آهنگ‌های دی-بیت معمولاً ساختار ساده‌ای دارند و بر تکرار ریف‌ها و ضرب‌آهنگ‌های درام تکیه می‌کنند. این سادگی به ایجاد حس بی‌واسطگی و انرژی خام در موسیقی کمک می‌کند.

## تأثیر دی-بیت
دی-بیت تأثیر قابل توجهی بر صحنهٔ هاردکور پانک و دیگر سبک‌های موسیقی زیرزمینی داشته است. این سبک الهام‌بخش گروه‌های بی‌شماری در سراسر جهان بوده است و به شکل‌گیری سبک‌های دیگری مانند کراست پانک کمک کرده است. دی-بیت همچنین به خاطر پیام‌های سیاسی و اجتماعی‌اش شناخته شده است و اغلب به عنوان موسیقی اعتراضی مورد استفاده قرار می‌گیرد.

## نمونه‌هایی از گروه‌های دی-بیت
- دیسچارج
- Varukers
- Disfear
- Wolfbrigade
- Tragedy